# 한시각
한시각(韓時覺, 1620년 ~ 1690년 이후)은 조선시대 후기의 화가이다. 자는 자유(子裕), 호는 설탄(雪灘), 본관은 청주(淸州)이다.
대대로 역관과 의관을 배출한 중인 가문 출신으로 부친과 동생은 물론 사위도 화원이었다. 20살 무렵에 도화서에 들어가 71살 때까지 공중 화사에 종사했으며, 교수(敎授)를 지냈다.
1655년(효종6) 통신사(通信使)와 함께 일본을 다녀왔고, 우암(尤庵) 송시열(宋時烈)의 77세 초상을 그렸다.
화적으로는 전술한 <송우암 초상도)>가 덕수궁 미술관에 소장되어 있고, 국립박물관 소장의 <사립 인물도>와 <북새선은도>, 개인 소장인 <포대 인물도(布袋人物圖)>가 있다.